# Fresse
Fresse ist eine französische Gemeinde mit 695 Einwohnern (Stand 1. Januar 2022) im Département Haute-Saône in der Region Bourgogne-Franche-Comté. Sie gehört zum Arrondissement Lure und ist Mitglied im Gemeindeverband Communauté de communes des 1000 étangs. Die Bewohner werden Fressais und Fressaises genannt.

## Geografie
Fresse liegt rund 20 Kilometer nordwestlich von Belfort und 15 Kilometer nordöstlich von Lure am südlichen Rand der Vogesen in der Landschaft Pays des Vosges Saônoises. Der Ortskern liegt im Tal des Raddon, eines linken Zuflusses des Ognon, auf rund 500 m Höhe über dem Meeresspiegel und ist von Nadelwald umgeben. Das 27,15 km² große Gemeindegebiet reicht bis auf knapp 900 m Höhe und weist zahlreiche Teiche auf. Es ist Teil des Regionalen Naturparks Ballons des Vosges.
Die Nachbargemeinden sind Servance-Miellin mit Servance im Nordosten, Plancher-les-Mines im Osten, Plancher-Bas im Südosten, Ronchamp im Süden, Saint-Barthélemy im Südwesten, Belonchamp im Westen und Ternuay-Melay-et-Saint-Hilaire im Nordwesten.

## Geschichte
Fresse gehörte den Herren von Faucogney und wurde im Jahr 1339 urkundlich erwähnt. Der alte Name Fraisse, der im modernen Französisch dem Wort frêne entspricht, bedeutet „Esche“. Das Gebiet wurde im Zuge des Holländischen Krieges 1674 besetzt und kam wenige Jahre später mit dem Frieden von Nimwegen zu Frankreich.

### Einwohnerentwicklung
| Jahr                       | 1962 | 1968 | 1975 | 1982 | 1990 | 1999 | 2007 | 2017 |
| Einwohner                  | 776  | 905  | 805  | 743  | 686  | 634  | 713  | 721  |
| Quellen: Cassini und INSEE |      |      |      |      |      |      |      |      |

## Kultur und Sehenswürdigkeiten
Die zentrale Sehenswürdigkeit in Fresse ist die Kirche Saint-Antide. Sie wurde als Ersatz für eine kleine Kapelle von 1598 am 25. April 1748 begonnen und am 31. Oktober 1751 fertiggestellt, später zerstört und im 19. Jahrhundert wieder aufgebaut. Nur die prächtige Kanzel ist im Original erhalten geblieben. Der steinerne Bau ist mit Glasmalereien ausgestattet. Die drei Glocken der Kirche stammen von 1822, 1826 und 1831. Die Orgel und die Kanzel haben den Status eines Monument historique. Der Glockenturm mit seiner konvexen Kuppel (frz. dôme à l’impériale) ist typisch für Kirchtürme der Franche-Comté.
Daneben gibt es in Fresse ein Croix de mission – ein Missionskreuz von 1751, das die Menschen nach der Französischen Revolution auf die christliche Religion zurückbesinnen sollte und seit 1992 als Monument historique klassifiziert ist – sowie ein altes Bürgermeisteramt aus rosafarbenem Sandstein aus dem 19. Jahrhundert.

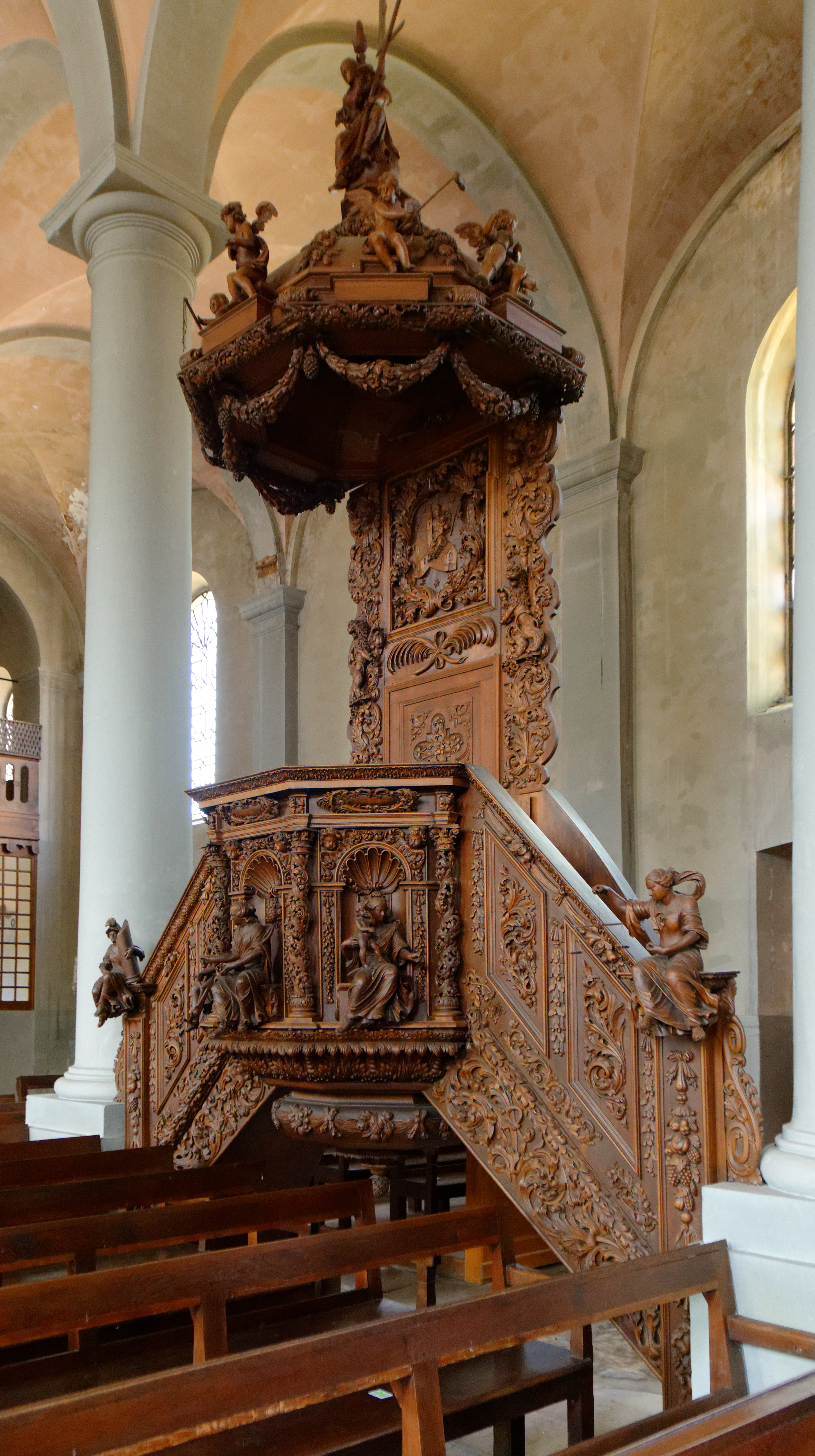
Kanzel in der Kirche Saint-Antide
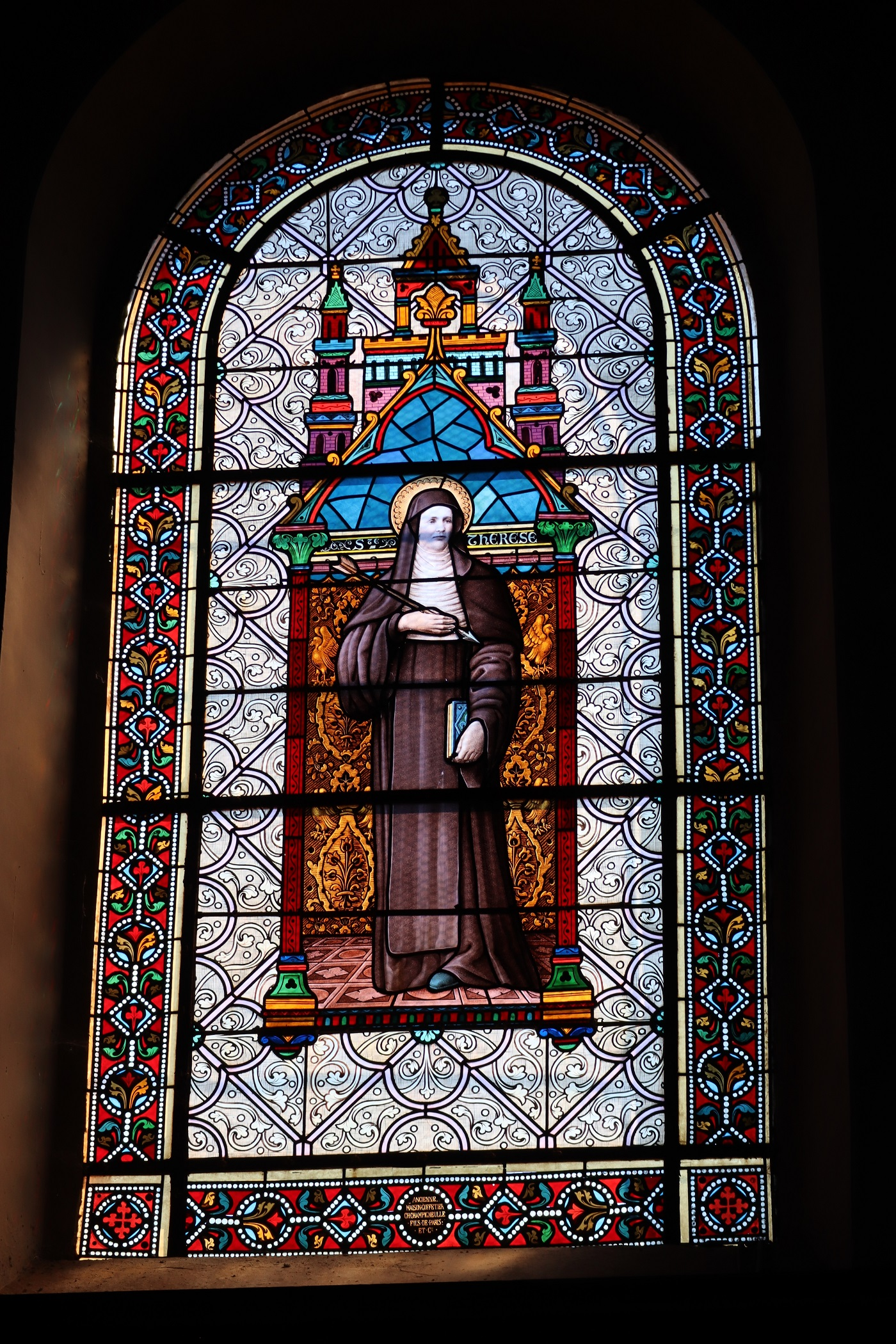
Glasfenster in der Kirche Saint-Antide
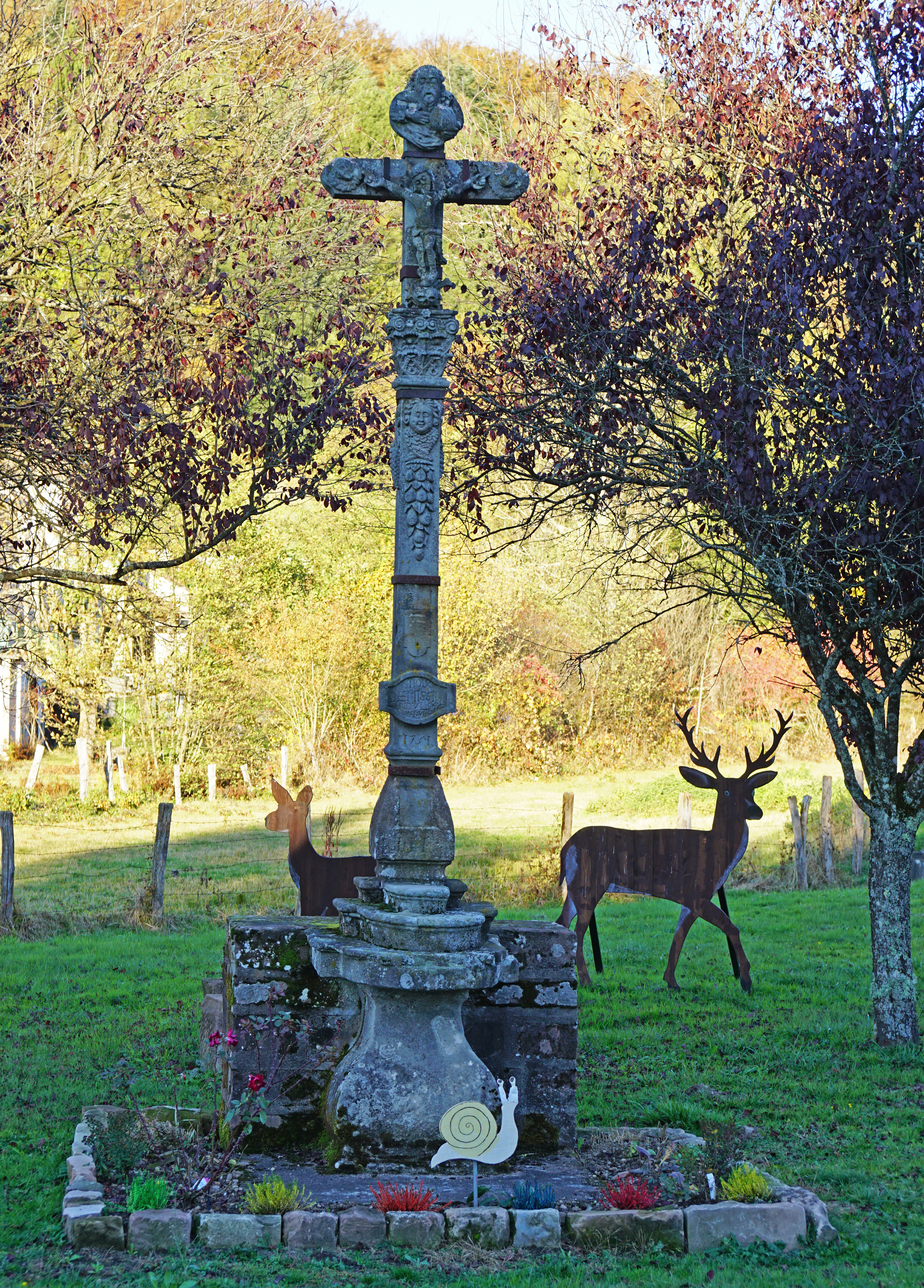
Missionskreuz
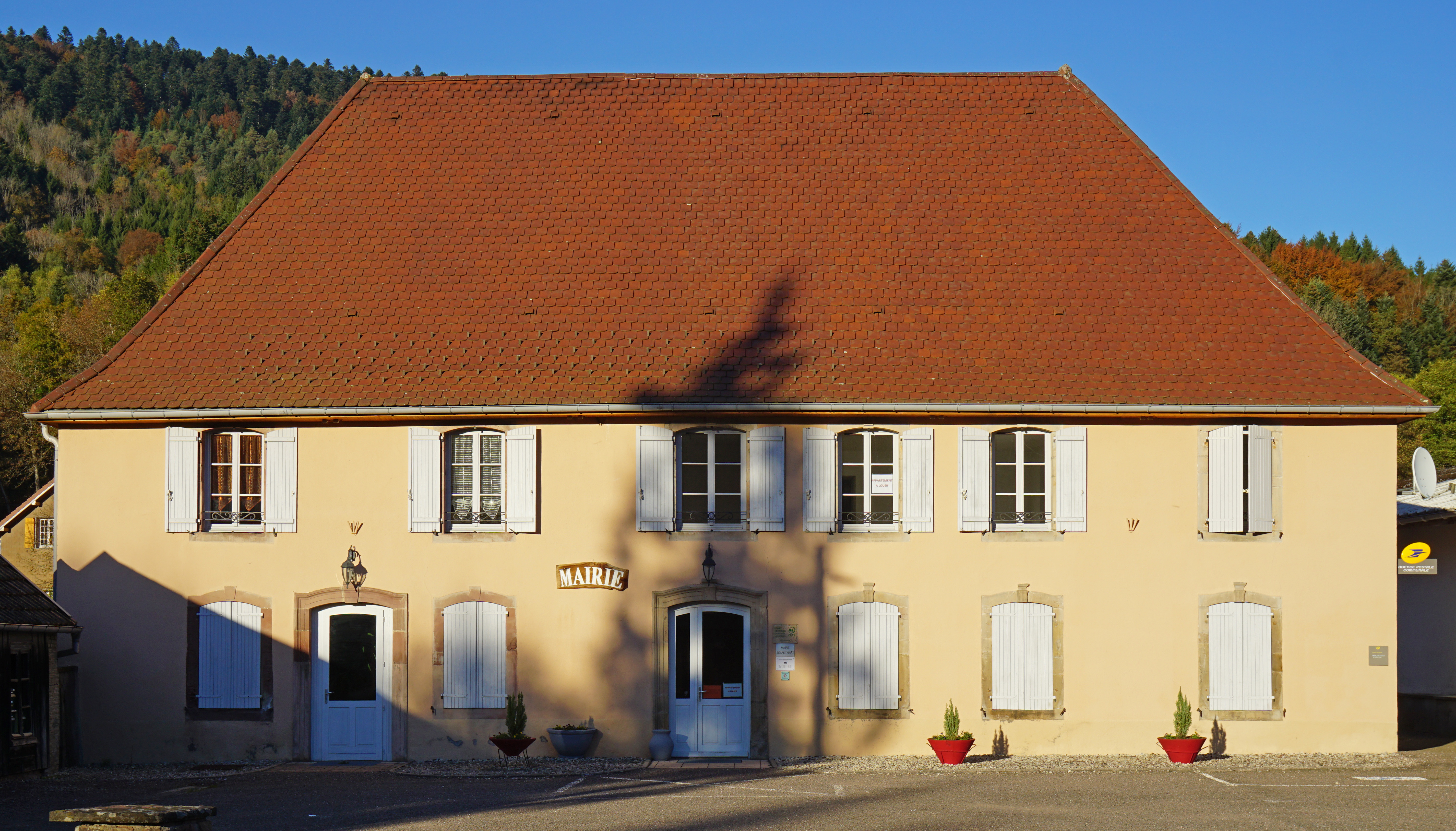
Bürgermeisteramt
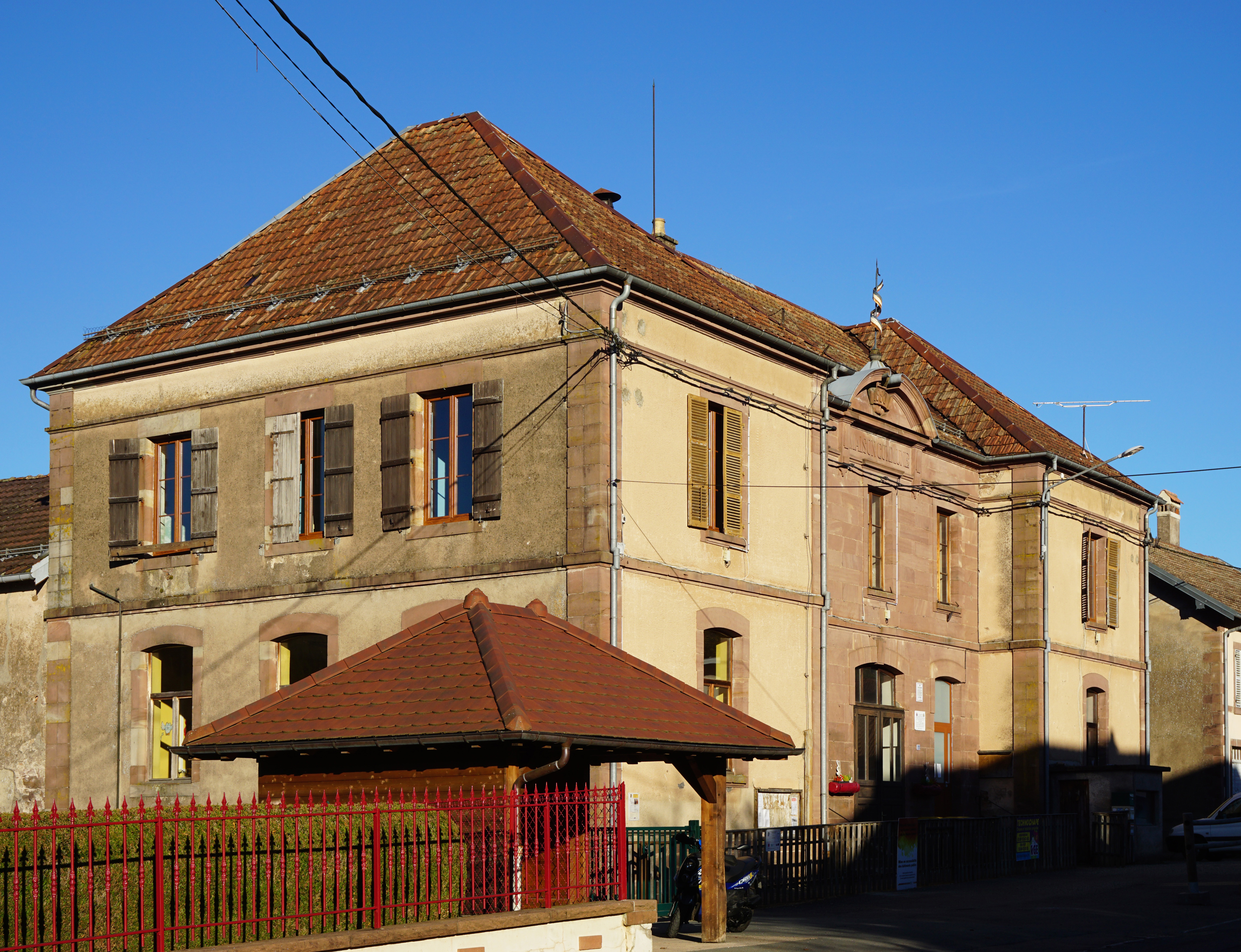
Ehemaliges Bürgermeisteramt
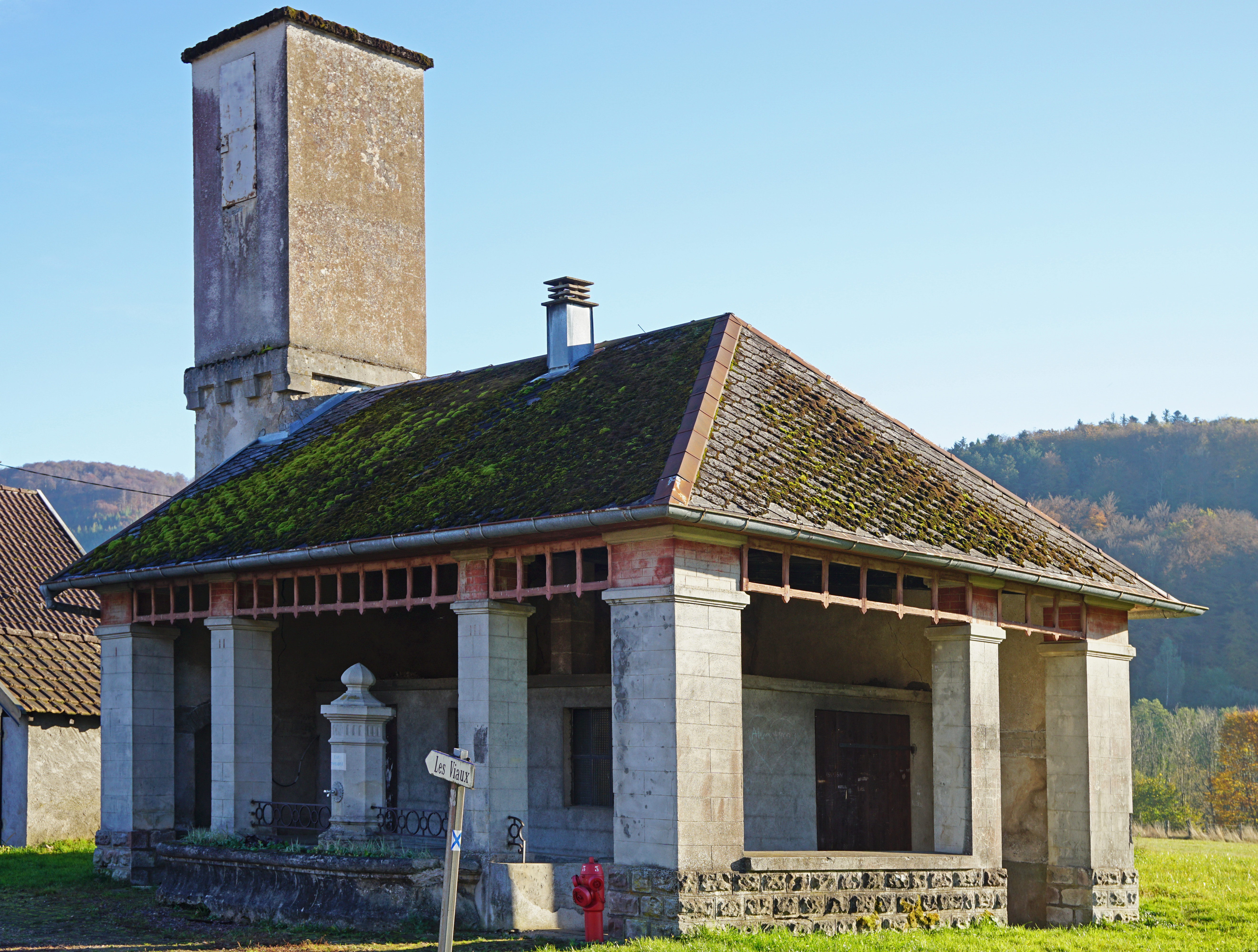
Waschhaus

## Wirtschaft und Infrastruktur
Fresse hat keinen Anschluss an das Eisenbahnnetz und ist durch eine Départementsstraße, die dem Tal des Raddon folgt, mit Mélisey verbunden. Von dort führt eine weitere Departementsstraße nach Lure. Belfort ist über den Pass Col de la Chevestraye zu erreichen. In Fresse werden Mischkultur, Viehzucht und Forstwirtschaft betrieben.